# Håris
 Denne artikel bør gennemlæses af en person med fagkendskab for at sikre den faglige korrekthed.

Håris (engelsk: hair ice, tysk: Haareis), også kaldt nisseskæg og angel hair ice, kan dannes i fugtigt snefrit vejr ved temperaturer lidt under frysepunktet på rådnende og fugtigt løvtræ uden bark. Det kan blive op til 10 cm langt.
Det blev beskrevet af Alfred Wegener i 1918. I de seneste år er det blevet undersøgt af den schweiziske naturforsker Gerhart Wagner som har skrevet om det i populærvidenskabelige schweiziske tidsskrifter og er medforfatter på en lang artikel om håris fra Institut for Anvendt Fysik ved universitetet i Bern. 
Her når man frem til at svampe inde i træet danner CO2 og vand, som presses ud gennem marvstrålerne og fryser. Der er også ufuldstændigt nedbrudte næringsstoffer i vandet, som virker som kim ved isdannelsen.
Nyere forskning påviser at fænomenet skyldes svampen Exidiopsis effusa.